# مجید برزگر
مجید برزگر (زاده ۱۶ اسفند ۱۳۵۱ همدان) نویسنده، کارگردان، تهیه‌کننده و عکاس ایرانی است.

## زندگی‌نامه
مجید برزگر در ۱۶ اسفند ۱۳۵۱ همدان به دنیا آمد. وی دارای دیپلم گرافیک، لیسانس سینما (گرایش کارگردانی) و فوق لیسانس ادبیات دراماتیک است و هم‌چنین فارغ‌التحصیل دوره یک ساله فیلمسازی انجمن سینمای جوانان همدان در سال ۱۳۶۷ است. وی تاکنون چهار فیلم بلند سینمایی را کارگردانی و بیش از ده‌ها فیلمِ بلندِ سینمایی و کوتاه را تهیه کنندگی کرده‌است. فیلم‌های او تا به حال جوایز بسیاری را در جشنواره جهانی دریافت کرده‌اند. همچنین مجید برزگر تا به حال چند نمایشگاه انفرادی و گروهی عکس و نقاشی در داخل و خارج از ایران داشته‌است. از دیگر فعالیت‌های او می‌توان به طراحی تعداد زیادی پوستر برای سینما و رویدادهای مختلف و همچنین طراحی جلد برای کتاب اشاره کرد.

## آثار

### فیلم سینمایی
| سال  | نام فیلم               | تهیه‌کننده              | کارگردان | نویسنده | جوایز                                                                 |
| ---- | ---------------------- | ---------------------- | -------- | ------- | --------------------------------------------------------------------- |
| ۱۳۹۹ | مامان                  | آری                    |          |         | بهترین بازیگر نقش اول زن                                              |
| ۱۳۹۹ | بچه گرگ‌های دره سیب     | آری                    |          |         | بهترین فیلم. فیلمنامه. بازیگر نقش اول. ایزه ویژه داوران               |
| ۱۳۹۸ | دشمنان                 | آری                    |          |         |                                                                       |
| ۱۳۹۸ | ابر بارانش گرفته       | آری                    | آری      | آری     | بهترین بازیگر نقش اول زن                                              |
| ۱۳۹۷ | نشت                    | آری                    |          |         | ****                                                                  |
| ۱۳۹۴ | گلدان و درخت بلوط      | آری                    |          |         | ****                                                                  |
| ۱۳۹۳ | والدراما               | آری                    |          |         | ****                                                                  |
| ۱۳۹۳ | ممیرو                  | آری                    |          |         | جایزه بزرگ جشنواره فیلم پوسان. کره جنوبی                              |
| ۱۳۹۳ | خانوادهٔ فرشچی          | آری                    |          |         | ****                                                                  |
| ۱۳۹۳ | پریدن از ارتفاع کم     | آری                    |          |         | ****                                                                  |
| ۱۳۹۳ | یک شهروند کاملاً معمولی | مجید مدرسی .سعید آرمند | آری      | آری     | ****                                                                  |
| ۱۳۹۱ | پرویز                  | سعید آرمند             | آری      | آری     | ****                                                                  |
| ۱۳۸۸ | فصل باران‌های موسمی     | منوچهر شاهسواری        | آری      | آری     | بهترین فیلم اول جشن خانه سینما. نامزد جایزه بزرگ جشنواره فیلم روتردام |

### فیلم‌های کوتاه و تجربی (به عنوان کارگردان)
- اکران زندگی (۸ میلیمتری) ۱۳۶۹
- دوست، افسانه (۸ میلیمتری) ۱۳۶۹
- سیاه مثل غربت (۸ میلیمتری) ۱۳۷۰
- جنبش واژهٔ زیست (۸ میلیمتری) ذ۱۳۷۱
- فیلمی کوتاه دربارهٔ انتظار (۸ میلیمتری) ۱۳۷۲
- کابوس وحشتناک من (۸ میلیمتری) ۱۳۷۳
- کوچه‌های باد (۱۶ میلیمتری) ۱۳۷۶
- تصنیف قدیمی و غمناک عصر بارانی آسمار (۳۵ میلیمتری) ۱۳۷۸
- راه رفتن در مه (۳۵ میلیمتری) ۱۳۸۱
- همچون در یک آیینه (مستند بلند دربارهٔ رسول ملا قلی پور)
- روشنایی‌های شهر (مستند تحلیلی دربارهٔ فیلم سینمایی «من، ترانه ۱۵ سال دارم»)

### تهیه کنندگی
- مامان (آرش انیسی. سینمایی) نامزد ۵ سیمرغ بلورین در سی و نهمین جشنواره فیلم فجر (بهترین فیلم اول. بهترین کارگردان. بهترین بازیگر نقش اول زن. بهترین بازیگر نقش اول مرد و بهترین بازیگر نقش مکمل مرد و برنده سیمرغ بلورین بهترین بازیگر نقش اول زن. رؤیا افشار/۱۳۹۹
- بچه گرگ‌های دره سیب  (فریدون نجفی. سینمایی) ۱۳۹۹/اولین نمایش در بخش ملی و بین‌الملل سی و سومین دوره جشنواره بین‌المللی کودکان و نوجوانان. ۲۰۲۰. برنده بهترین فیلم سینمای ایران
- ابر بارانش گرفته (مجید برزگر. سینمایی) نامزد ۵ سیمرغ بلورین در سی و هشتمین جشنواره فیلم فجر (بهترین فیلم هنر و تجربه. بهترین فیلمبرداری. بهترین بازیگر نقش اول زن. و بهترین بازیگر نقش مکمل مرد و برنده سیمرغ بلورین بهترین بازیگر نقش اول زن. نازنین احمدی/ ۱۳۹۸
- دشمنان  (علی درخشنده. سینمایی) ۱۳۹۸/اولین نمایش در بخش فیلمهای اول جشنواره بین‌المللی تالین. ۲۰۲۰
- نشت (سوزان ایروانیان. سینمایی) ۱۳۹۷/ اولین نمایش در بخش فوروم جشنواره بین‌المللی برلین. ۲۰۱۹
- مثل بچه آدم (آرین وزیر دفتری. فیلم داستانی. با انجمن سینمای جوانان ایران) ۱۳۹۷/
- هنوز نه (آرین وزیر دفتری. فیلم داستانی. با انجمن سینمای جوانان ایران) ۱۳۹۵/اولین نمایش در بخش سینه فونداسیون جشنواره بین‌المللی کن. ۲۰۱۹
- مسافر (سارا ساغری. فیلم داستانی) ۱۳۹۵/
- وال‌ها (بهنام عابدی. فیلم داستانی. با انجمن سینمای جوانان ایران) ۱۳۹۵/
- تنازع (مسعود حاتمی. فیلم داستانی. با انجمن سینمای جوانان ایران) ۱۳۹۴/
- پریدن از ارتفاع کم  (حامد رجبی. سینمایی. با سعید آرمند) ۱۳۹۳/
- ممیرو  (هادی محقق. سینمایی. با سید رضا محقق) ۱۳۹۳/
- داستان خانواده فرشچی  (نادر تکمیل همایون. سینمایی. با شبکه آرته. فرانسه) ۱۳۹۳/
- کوچه‌های باد (۱۶ م. م با انجمن سینمای جوانان ایران) ۱۳۶۷/داستانی
- تصنیف قدیمی و غمناک عصر بارانیِ آسمار (۳۵ م. م با انجمن سینمای جوانان ایران) ۱۳۷۸/داستانی
- راه رفتن در مه (۳۵ م. م با انجمن سینمای جوانان ایران) ۱۳۸۲ / داستانی
- مه در خانه ۱۳۷۶/داستانی
- سکوت (لیلا نقدی پری) ۱۳۸۲/داستانی
- مکالمه (حامد رجبی) ۱۳۸۲/داستانی
- تناولی به روایت تناولی (لیلا نقدی پری) ۱۳۸۴/مستند

### نمایشگاه‌ها
- برگزاری نمایشگاه انفرادی عکس «پرترهٔ پراگ» / مجموعه عکس‌های پراگ. جمهوری چک / خانهٔ هنرمندان ایران. آبان ۱۳۸۷
- برگزاری نمایشگاه انفرادی عکس-نقاشی «باران‌های خیال/هلند یک نگاه». گالری هنر خاورمیانه. ایران. اردیبهشت ۱۳۹۱
- برگزاری نمایشگاه گروهی عکس «یک تکه زندگی». ۷۷ عکس از ۷۷ هنرمند ایرانی به یاد عباس کیارستمی. گالری ایوان. تهران. ایران. تیر ۱۳۹۶
- برگزاری نمایشگاه انفرادی نقاشی های احمد رضا احمدی با عنوان «هزار اقاقیا در چشمان تو هیچ بود». گالری کاما. ایران. اردیبهشت ۱۳۹۷
- برگزاری نمایشگاه گروهی عکس «گذر از زمان». ابراهیم گلستان. عباس کیارستمی.کامران شیردل. ناصر تقوایی. جعفر پناهی. مجید برزگر و ابراهیم صنیع الدوله (عکاس باشی) گالری کاما. تهران. ایران. تیر ۱۳۹۷
- برگزاری نمایشگاه گروهی عکس «Time Lapse».. عباس کیارستمی.کامران شیردل. ناصر تقوایی. محمود کلاری. جعفر پناهی. سیف اله صمدیان. مجید برزگر گالری کاما. لندن. ایران. ۲۰۱۸
- برگزاری نمایشگاه گروهی عکس «چند روزی در میان». ۷۹ عکس از ۷۹ عکاس ایرانی به یاد عباس کیارستمی. گالری نبشی. تهران. ایران. بهار ۱۳۹۸
- برگزاری نمایشگاه انفرادی عکس «از شهر صبح». گالری صفر- یک. اصفهان. ایران. شهریور ۱۳۹۸
- برگزاری نمایشگاه انفرادی عکس «پاره‌های صبح». گالری پیرسوک. شیراز. ایران. دی ۱۳۹۸

## جوایز سینمایی
- شرکت در بخش مسابقه فیلم‌های اول و دوم بیست و هشتمین جشنواره فجر برای فیلم فصل باران‌های موسمی (۱۳۸۸)
- نامزد دریافت جایزه بخش خلاقیت و استعداد درخشان. انجمن منتقدان و نویسندگان سینمایی ایران برای فیلم فصل باران‌های موسمی (۱۳۸۸)
- شرکت در بخش مسابقهٔ جشنواره بین‌المللی مونترآل، جشنواره بین‌المللی سائوپائولو، جشنواره بین‌المللی ماردل پلاتا آرژانتین و جشنوارهٔ بین‌المللی پونا هندوستان برای فیلم فصل باران‌های موسمی (۲۰۱۰)
- شرکت در بخش فوکوسِ سینمای ایران جشنوارهٔ بین‌المللی دِنوِر برای فیلم فصل باران‌های موسمی (۲۰۱۰)
- شرکت در بخش مسابقهٔ اصلی جشنواره بین‌المللی فیلم روتردام. هلند برای فیلم فصل باران‌های موسمی (۲۰۱۱)[۲]
- برنده جایزهٔ بهترین کارگردانی فیلمِ اول در چهاردهمین جشن خانه سینما
- برنده جایزهٔ بهترین کارگردانی از جشنوارهٔ فیلم " دیدار " تاجیکستان (۲۰۱۰)
- برنده جایزهٔ ویژه هیئت داوران در شصتمین دوره جشنواره جهانی سن سباستین (۲۰۱۲)
- برنده جایزهٔ نتپک (شبکه ارتقا سینمای آسیا) برای بهترین کارگردانی از جشنوارهٔ فیلم " آشیاتیکا رم (۲۰۱۲)
- برنده قرقاول طلایی جشنواره کرالا هند برای فیلم پرویز (۲۰۱۳)
- برنده پروانه زرین و جایزه بهترین فیلم سینمای ایران در سی و سومین جشنواره بین‌المللی فیلم‌های کودکان و نوجوانان برای فیلم بچه گرگ‌های دره سیب (۱۳۹۹)